# Campionati mondiali giovanili di nuoto 2022
L'ottava edizione dei Campionati mondiali giovanili di nuoto si è svolta a Lima, in Perù dal 30 agosto al 4 settembre 2022. Alla competizione partecipano nuotatori di età compresa tra i 15-18 anni e nuotatrici tra i 14-17 anni.

## Medagliere
| Pos.   | Paese         | Oro | Argento | Bronzo | Totale |
| ------ | ------------- | --- | ------- | ------ | ------ |
| 1      | Giappone      | 7   | 8       | 4      | 19     |
| 2      | Ungheria      | 7   | 7       | 0      | 14     |
| 3      | Polonia       | 7   | 1       | 6      | 14     |
| 4      | Romania       | 4   | 2       | 2      | 8      |
| 4      | Turchia       | 4   | 2       | 2      | 8      |
| 6      | Spagna        | 3   | 1       | 2      | 6      |
| 7      | Portogallo    | 3   | 0       | 0      | 4      |
| 8      | Italia        | 2   | 8       | 10     | 20     |
| 9      | Brasile       | 1   | 3       | 1      | 5      |
| 9      | Sudafrica     | 1   | 3       | 1      | 5      |
| 11     | Austria       | 1   | 1       | 1      | 3      |
| 11     | Croazia       | 1   | 1       | 1      | 3      |
| 11     | Serbia        | 1   | 1       | 1      | 3      |
| 14     | Rep. Ceca     | 0   | 2       | 2      | 4      |
| 15     | Cipro         | 0   | 1       | 1      | 2      |
| 15     | Francia       | 0   | 1       | 1      | 2      |
| 17     | Danimarca     | 0   | 2       | 2      | 2      |
| 18     | Grecia        | 0   | 0       | 1      | 1      |
| 18     | Hong Kong     | 0   | 0       | 1      | 1      |
| 18     | Lituania      | 0   | 0       | 1      | 1      |
| 18     | Slovacchia    | 0   | 0       | 1      | 1      |
| 18     | Corea del Sud | 0   | 0       | 1      | 1      |
| Totale | Totale        | 42  | 42      | 42     | 126    |

## Podi

### Uomini
| Evento               | Oro | Tempo    | Argento                                                               | Tempo    | Bronzo                                                                                   | Tempo    |
| Stile libero         | |          |                                                                       |          |                                                                                          |          |
| 50 m                 | Diogo Ribeiro | 21"92    | Nikolas Antoniou                                                      | 22"51    | Jere Hribar                                                                              | 22"55    |
| 100 m                | David Popovici | 47"13    | Jere Hribar                                                           | 49"37    | Nikolas Antoniou                                                                         | 49"91    |
| 200 m                | David Popovici | 1'46"18  | Dániel Mészáros                                                       | 1'48"98  | Filippo Bertoni                                                                          | 1'49"05  |
| 400 m                | Stephan Steverink | 3'48"27  | Vlad Stancu                                                           | 3'48"38  | Krzysztof Chmielewski                                                                    | 3'49"34  |
| 800 m                | Carlos Garach | 7'52"73  | Batuhan Filiz                                                         | 7'55"61  | Vlad Stancu                                                                              | 7'56"14  |
| 1500 m               | Carlos Garach | 15'08"14 | László Gálicz                                                         | 15'12"71 | Vlad Stancu                                                                              | 15'17"97 |
| Dorso                | |          |                                                                       |          |                                                                                          |          |
| 50 m                 | Ksawery Masiuk | 24"44    | Pieter Coetze                                                         | 24"61    | Miroslav Knedla                                                                          | 25"18    |
| 100 m                | Ksawery Masiuk | 52"91    | Pieter Coetze                                                         | 52"99    | Miroslav Knedla                                                                          | 55"08    |
| 200 m                | Pieter Coetze | 1'56"06  | Hidekazu Takehara                                                     | 1'58"22  | Ksawery Masiuk                                                                           | 1'58"55  |
| Rana                 | |          |                                                                       |          |                                                                                          |          |
| 50 m                 | Uroš Živanović | 27"70    | Alex Sabattani                                                        | 28"21    | Luka Mladenovic                                                                          | 28"32    |
| 100 m                | Luka Mladenovic | 1'01"30  | Uroš Živanović                                                        | 1'01"64  | Filip Urbański                                                                           | 1'02"80  |
| 200 m                | Asahi Kawashima | 2'12"61  | Luka Mladenovic                                                       | 2'12"94  | Adam Mak                                                                                 | 2'13"90  |
| Farfalla             | |          |                                                                       |          |                                                                                          |          |
| 50 m                 | Diogo Ribeiro | 23"37    | Daniel Gracík                                                         | 23"46    | Casper Puggaard                                                                          | 23"96    |
| 100 m                | Diogo Ribeiro | 52"03    | Daniel Gracík                                                         | 52"51    | Casper Puggaard                                                                          | 52"94    |
| 200 m                | Krzysztof Chmielewski | 1'55"78  | Michał Chmielewski                                                    | 1'57"69  | Ei Kamikawabata                                                                          | 1'58"37  |
| Misti                | |          |                                                                       |          |                                                                                          |          |
| 200 m                | Sanberk Yiğit Oktar | 1'59"89  | Tomoyuki Matsushita                                                   | 2'00"89  | Yuta Watanabe                                                                            | 2'01"39  |
| 400 m                | Riku Yamaguchi | 4'14"88  | Stephan Steverink                                                     | 4'17"68  | Vasileios Sofikitis                                                                      | 4'19"60  |
| Staffette            | |          |                                                                       |          |                                                                                          |          |
| 4x100 m stile libero | Romania David Popovici Alexandru Constantinescu Ștefan Cozma Patrick Dinu                                                            | 3'18"84  | Francia Benjamin Chateigner Nans Mazellier Cédric Gabali Mattéo Robba | 3'20"29  | Lituania Daniil Pancerevas Kiril Stepanov Tomas Lukminas Rokas Jazdauskas                | 3'20"41  |
| 4x200 m stile libero | Italia Alessandro Ragaini Simone Spediacci Massimo Chiaroni Filippo Bertoni Francesco Lazzari*                                       | 7'17"08  | Ungheria Zsombor Bujdosó Benedek Bóna Attila Kovács Dániel Mészáros   | 7'17"55  | Polonia Ksawery Masiuk Krzysztof Matuszewski Adam Zdybel Jakub Walter Michał Pruszyński* | 7'19"93  |
| 4x100 m misti        | Polonia Ksawery Masiuk Filip Urbański Michał Chmielewski Krzysztof Matuszewski Filip Kosiński* Krzysztof Chmielewski* Szymon Misiak* | 3'40"17  | Sudafrica Pieter Coetze Kian Keylock Jarden Eaton Luca Holtzhausen    | 3'42"95  | Francia Simon Clusman Nans Mazellier Yohan Airaud Mattéo Robba                           | 3'43"68  |

### Donne
| Evento               | Oro                                                                           | Tempo    | Argento                                                                                          | Tempo    | Bronzo                                                                                   | Tempo    |
| Stile libero         |                                                                               |          |                                                                                                  |          |                                                                                          |          |
| 50 m                 | Bianca Costea                                                                 | 25"35    | Sara Curtis                                                                                      | 25"53    | Matilde Biagiotti                                                                        | 25"60    |
| 100 m                | Nikolett Pádár                                                                | 55"11    | Matilde Biagiotti                                                                                | 55"56    | Marina Cacciapuoti                                                                       | 55"92    |
| 200 m                | Nikolett Pádár                                                                | 1'58"19  | Lilla Minna Ábrahám                                                                              | 1'58"23  | Giulia Vetrano                                                                           | 1'59"54  |
| 400 m                | Merve Tuncel                                                                  | 4'10"29  | Ruka Takezawa                                                                                    | 4'11"83  | Giulia Vetrano                                                                           | 4'11"86  |
| 800 m                | Merve Tuncel                                                                  | 8'30"00  | Ruka Takezawa                                                                                    | 8'36"80  | Carla Carrón                                                                             | 8'42"88  |
| 1500 m               | Merve Tuncel                                                                  | 16'15"95 | Ruka Takezawa                                                                                    | 16'24"61 | Niko Aoki                                                                                | 16'30"74 |
| Dorso                |                                                                               |          |                                                                                                  |          |                                                                                          |          |
| 50 m                 | Lora Komoróczy                                                                | 28"51    | Aimi Nagaoka                                                                                     | 28"70    | Sara Curtis                                                                              | 28"93    |
| 100 m                | Dóra Molnár                                                                   | 1'01"44  | Aimi Nagaoka                                                                                     | 1'01"45  | Chiaki Yamamoto                                                                          | 1'02"10  |
| 200 m                | Yuzuki Mizuno                                                                 | 2'09"79  | Dóra Molnár                                                                                      | 2'09"80  | Laura Bernat                                                                             | 2'11"09  |
| Rana                 |                                                                               |          |                                                                                                  |          |                                                                                          |          |
| 50 m                 | Karolina Piechowicz                                                           | 31"55    | María Ramos                                                                                      | 31"68    | Irene Mati                                                                               | 31"96    |
| 100 m                | Karolina Piechowicz                                                           | 1'08"73  | Irene Mati                                                                                       | 1'08"94  | Martina Bukvić                                                                           | 1'09"27  |
| 200 m                | Emma Carrasco                                                                 | 2'26"93  | Yumeno Kusuda                                                                                    | 2'29"62  | Defne Coşkun                                                                             | 2'29"85  |
| Farfalla             |                                                                               |          |                                                                                                  |          |                                                                                          |          |
| 50 m                 | Jana Pavalić                                                                  | 26"38    | Beatriz Bezerra                                                                                  | 26"67    | Lillian Slušná                                                                           | 27"04    |
| 100 m                | Mizuki Hirai                                                                  | 59"53    | Beatriz Bezerra                                                                                  | 59"69    | Yang Ha-jung                                                                             | 1'00"10  |
| 200 m                | Anna Porcari                                                                  | 2'12"00  | Mehlika Kuzeh Yalçın                                                                             | 2'13"23  | Paola Borrelli                                                                           | 2'13"36  |
| Misti                |                                                                               |          |                                                                                                  |          |                                                                                          |          |
| 200 m                | Mio Narita                                                                    | 2'11"68  | Lilla Minna Ábrahám                                                                              | 2'13"45  | Emma Carrasco                                                                            | 2'13"74  |
| 400 m                | Mio Narita                                                                    | 4'37"78  | Lilla Minna Ábrahám                                                                              | 4'44"19  | Giulia Vetrano                                                                           | 4'44"29  |
| Staffette            |                                                                               |          |                                                                                                  |          |                                                                                          |          |
| 4x100 m stile libero | Ungheria Lilla Minna Ábrahám Nikolett Pádár Lili Gyurinovics Dóra Molnár      | 3'41"94  | Italia Veronica Quaggio Marina Cacciapuoti Giulia Vetrano Matilde Biagiotti Irene Mati*          | 3'43"78  | Brasile Celine Bispo Beatriz Bezerra Sophia Coleta Rafaela Sumida Joice Rocha*           | 3'50"13  |
| 4x200 m stile libero | Ungheria Nikolett Pádár Dóra Molnár Lili Gyurinovics Lilla Minna Ábrahám      | 8'04"70  | Italia Matilde Biagiotti Giulia Vetrano Veronica Quaggio Anna Porcari                            | 8'08"59  | Turchia Merve Tuncel Mehlika Kuzeh Yalçın Defne Tanığ Belis Şakar Sevim Eylül Süpürgeci* | 8'20"75  |
| 4x100 m misti        | Giappone Yuzuki Mizuno Yumeno Kusuda Mizuki Hirai Mio Narita Chiaki Yamamoto* | 4'06"44  | Italia Sara Curtis Irene Mati Paola Borrelli Matilde Biagiotti Anna Porcari* Marina Cacciapuoti* | 4'06"91  | Polonia Laura Bernat Karolina Piechowicz Paulina Cierpiałowska Julia Kulik               | 4'08"22  |

### Gare miste
| Evento               | Oro | Tempo   | Argento | Tempo   | Bronzo | Tempo   |
| Staffette            | |         | |         | |         |
| 4x100 m stile libero | Ungheria Dániel Mészáros Benedek Bóna Nikolett Pádár Dóra Molnár Boldizsár Magda* Lili Gyurinovics* Lilla Minna Ábrahám*                              | 3'30"03 | Romania David Popovici Patrick Dinu Bianca Costea Rebecca Diaconescu                                             | 3'30"39 | Italia Francesco Lazzari Elia Codardini Marina Cacciapuoti Matilde Biagiotti Massimo Chiarioni* Veronica Quaggio* Anna Pocari* | 3'32"54 |
| 4x100 m misti        | Polonia Ksawery Masiuk Karolina Piechowicz Krzysztof Chmielewski Paulina Cierpiałowska Laura Bernat* Filip Urbański* Michał Chmielewski* Julia Kulik* | 3'52"00 | Italia Sara Curtis Irene Mati Elia Codardini Francesco Lazzari Alex Sabattani* Paola Borrelli* Veronica Quaggio* | 3'55"58 | Sudafrica Pieter Coetze Kian Keylock Jessica Thompson Jessica Carmody Hannah Mouton*                                           | 3'58"58 |

* Nuotatori che hanno gareggiato solamente in batteria.